# Barre (Wisconsin)
Barre è un comune degli Stati Uniti, situato in Wisconsin e in particolare nella Contea di La Crosse.